# Western Bulldogs
 (novembre 2020).
Si vous disposez d'ouvrages ou d'articles de référence ou si vous connaissez des sites web de qualité traitant du thème abordé ici, merci de compléter l'article en donnant les références utiles à sa vérifiabilité et en les liant à la section « Notes et références ».

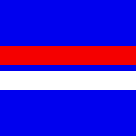
Symbole des Western Bulldogs.

Le Western Bulldogs Football Club est une équipe de football australien évoluant en AFL.

## Histoire
L'équipe est basée à Footscray en banlieue ouest de Melbourne.
Le club fut créé en 1877 sous le nom de Footscray Football Club mais changea de nom dans les années 1970. Le maillot des Bulldogs est à dominante bleue avec apports blanc et rouge.
Le club remporte son premier titre de champion en 1954 face au Melbourne Demons 102 - 51.
En 2016, Il remporte son 2e titre face au Sydney Swans 89 - 67.

## Anciens joueurs
- Gordon Polson (1979-1981)